# Isosaari (ö i Finland, Mellersta Österbotten, Kaustby, lat 63,39, long 24,76)
Isosaari är en ö i Finland. Den ligger i sjön Lehtosenjärvi och i kommunen Lestijärvi i den ekonomiska regionen  Kaustby ekonomiska region  och landskapet Mellersta Österbotten, i den centrala delen av landet, 400 km norr om huvudstaden Helsingfors. Öns största längd är 490 meter i nord-sydlig riktning.